# 近鉄百貨店四日市店
近鉄百貨店四日市店（きんてつひゃっかてんよっかいちてん）は三重県四日市市諏訪栄町7-3に所在する、近鉄百貨店が運営する百貨店。近鉄名古屋線などの集積する近鉄四日市駅の駅ビル「四日市近鉄ビル」に入居している。県庁所在地である津市の津松菱を上回り、三重県内最大の百貨店である。
店舗の周辺は駅北側高架下を東西に結んでいる「ふれあいモール」を中心として、「グルメパーク（飲食店モール）」「シネマホール」「三交ビル（旧ボウリング場）」、「都ホテル 四日市」、当店などが取り囲む形で、三重県下としては最大の繁華街となっている。

## 概要

### 四日市近鉄百貨店
もともと、当店付近には近鉄名古屋線の諏訪駅が立地し、繁華街となっていた。1956年（昭和31年）には同線が国鉄と共有していた四日市駅を経由せず、諏訪駅付近を通過する新ルートへ切り替えられ、この2駅に代わって近畿日本四日市駅を開業した。これを機に、1959年（昭和34年）にオカダヤ駅前店（後のジャスコ四日市店）が増築し、百貨店業態に近いオカダヤとして営業するなど近鉄四日市駅前へ商業集積がみられるようになっていた。1960年（昭和35年）には四日市近鉄百貨店として当店がオープンしている。幾度か増築を重ね、市の中心部も国鉄四日市駅付近から当店付近へ移動してきた。

### 中部近鉄百貨店四日市店

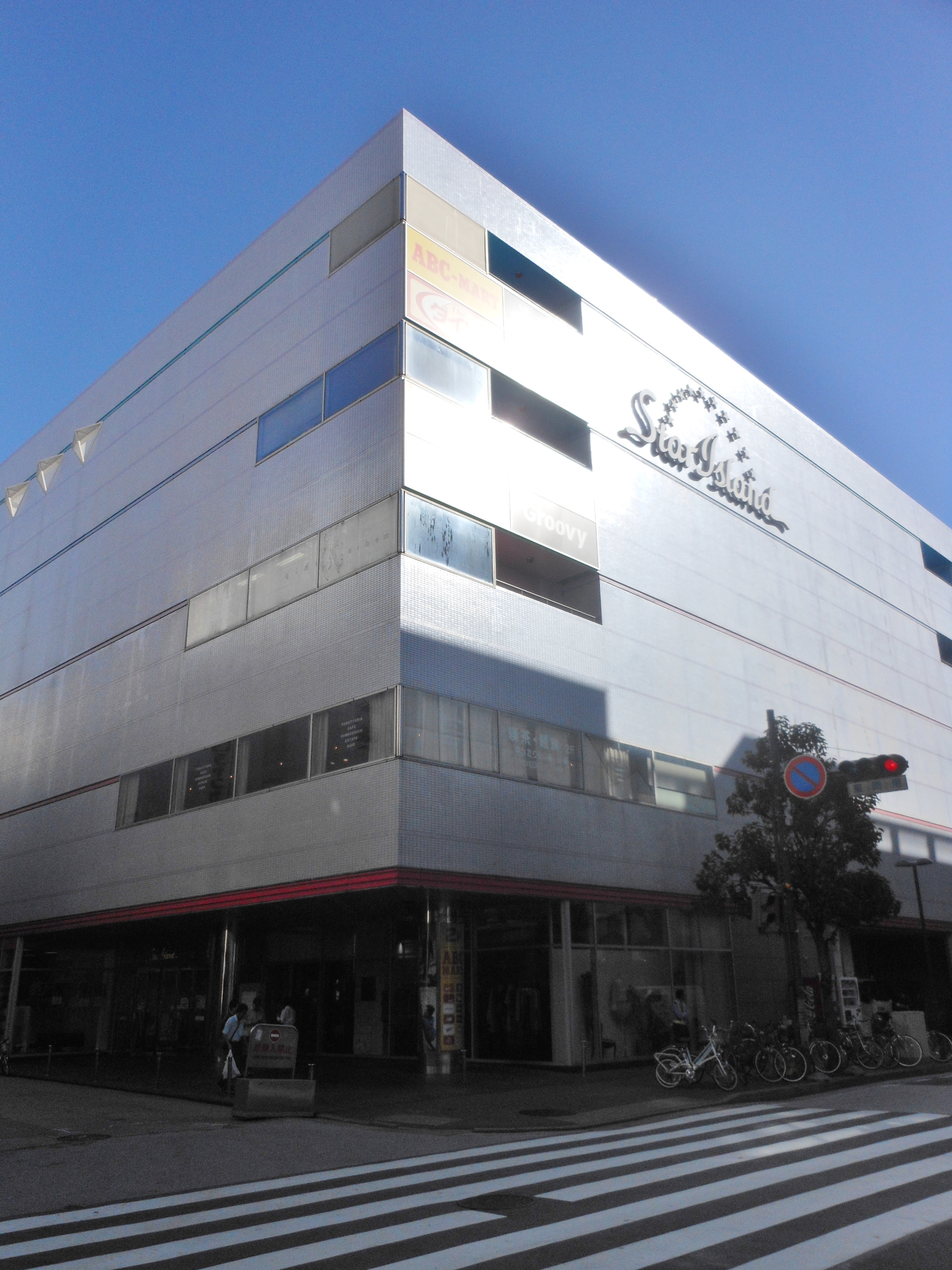
四日市スターアイランド（2013年ごろ）

1988年（昭和63年）3月には四日市近鉄百貨店が近鉄東海ストアを合併し、店名も「中部近鉄百貨店」四日市店となった。
この年の11月18日には若者向け情報発信基地を目標に当店に隣接して四日市スターアイランドをオープンした。当初は近鉄流通グループ（近鉄百貨店グループ）の「近鉄商業開発」の運営である。
ここまでは四日市市内の百貨店は当店のみであったが、四日市市は大都市近郊の郊外型地方都市ともいえるため、購買力が名古屋へ流出していることが課題とされていた。さらに1991年（平成3年）11月3日には松坂屋四日市店を核店舗として「アムスクエア」がオープンすることで市内でも百貨店同士の競合が生じている。当店も名古屋への流出対策も兼ねて、様々な顧客へ対応できるよう、1990年（平成2年）に北館を新設し、1991年（平成3年）には既存の南館を地下1階・地上13階に建て替えることで営業面積を大幅に拡大した。
しかし、「アムスクエア四日市」からは2001年（平成13年）には松坂屋が撤退し、2002年（平成14年）に他のテナントも撤退して全館閉鎖に至った。また、オカダヤ四日市店の後身・ジャスコ四日市店も2002年（平成14年）1月20日に閉店するなど、当店との競争に敗北したライバルの撤退ともいえるものの、当店周辺の中心市街地の空洞化がみられるようになっている。これに対し、アムスクエア四日市が「ララスクエア四日市」（現在はトナリエ四日市）として再オープンするなどの動きもあり、当店でも継続的なリニューアルを行って対処している。
2007年（平成19年）には近畿日本鉄道による「四日市ターミナル整備計画」の一環として大規模な改装を行った。地下1階は団塊の世代などアクティブシニアをターゲットとした売場へ改装。1階・2階では食品や婦人用品の売り場を拡充し、書籍売り場もこの2フロアに移転増床した。ユニバーサルデザインも考慮し、店内通路や照明、トイレなども改修している。当店北側にあるグルメパークも従来の飲食店に加え、物販店を加え、温かみのある外装に一新した。

### 近鉄百貨店四日市店
近鉄百貨店となってからは2013年（平成25年）春に奈良店、Hoop、近鉄パッセとともに改装に着手した。旅行・ウォーキング用品の充実や地階への大型専門店の導入などを2段階に分けて行い、 同年3月14日に第一陣、3月23日・28日に第二陣が完成。第二陣ではすべて書籍売場となる地階へ丸善を導入し、2階の菓子売場にはユーハイムなど東海地方初登場のブランドを導入した。投資額は約7000万円で年間の増収目標は約4億6000万円。
その後、人口減少や少子高齢化、大型ショッピングモールの拡充などの環境の変化に応じ、2018年（平成30年）には2007年以来11年ぶりに大規模な改装を行い、11月20日にグランドオープンした。
「百貨店×専門店×コミュニティ」のハイブリッド型店舗が今回の改装の目標である。「コミュニティ」の取り組みとしては、若手・中堅社員を中心とした四日市店リモデルプロジェクトを発足し、「モノ」を売ることが中心の従前の百貨店から、地域独自の品の発信など「地域共創型」の店への転換に必要なことを考える取り組みを実施している。三重県や四日市市の魅力や特産品の発信を行っていく活動「いいよん！よっかいち」がその一環である。「専門店」の導入としては5階に東海地方最大の営業面積・約2,200m2となる無印良品を誘致する。三重県内初の「Café＆Meal MUJI」を併設するほか、四日市市の伝統工芸品や伝統行事を再発見するワークショップやイベントなども行う。これに合わせ、同じフロアの催事場もリフレッシュし、物産展などの催事に加え、無印良品とのタイアップを図る。また、フランチャイズ事業も実施。6月にはABCクッキングスタジオを2階で運営開始し、7階には大阪・堂島の「SYNTH（シンス）」のフランチャイジーとしてレンタルオフィスを展開している。一連の改装で改装面積は6,600m2、投資額は約10億円、年間の増収目標は14億円を見込む。
翌2019年（平成31年）3月26日には「地域共創型百貨店」の一環として、1階食品売り場に三重県内の100以上の業者による特産品おおよそ500点を集めた「伊勢路テラス」をオープンしたほか、富澤商店など3ショップを新たに導入している。
しかし、当店からの賑わいは商店街や周囲にはあまり波及しなくなっており、相変わらず空洞化が課題となっている。当店を運営する近鉄百貨店でも先述の四日市スターアイランドの集客力が著しく低下したとして、2020年（令和2年）2月末に閉館した。
2022年（令和4年）4月20日には「東急ハンズ」とのコラボレーションによる「Plugs Market」の出店が予定されている。プラグスマーケットそのものの1号店でもある近鉄百貨店草津店に続き、近鉄百貨店では2店目、東海地方では初出店となる見込み。

## 中部近鉄百貨店
株式会社中部近鉄百貨店（ちゅうぶきんてつひゃっかてん）は、三重県四日市市に本社を置いていた、かつて存在した近鉄グループの会社。株式会社近鉄百貨店と近畿日本鉄道株式会社の子会社であったが、2009年に株式会社近鉄百貨店に吸収合併された。近鉄百貨店グループのうち、滋賀・東海地区を担当していた。
当初の社名は株式会社四日市近鉄百貨店で、四日市店のみを運営していた。
名古屋店は元々は株式会社近鉄東海ストアが運営していた店舗であるが、1988年（昭和63年）3月にこの両社が合併したことにより中部近鉄百貨店（旧）が誕生した。
他方、草津店は株式会社京都近鉄百貨店（旧・丸物）の出資で1997年（平成9年）に滋賀県の草津駅前にオープンした株式会社草津近鉄百貨店が前身である。債務超過の解消などを目的として2003年に草津近鉄が旧・中部近鉄を合併し、同時に株式会社中部近鉄百貨店に社名変更した。
このように近鉄グループでは、ルーツの異なる百貨店運営会社が多数存在したが、経営効率化、営業力強化のため合併を進めた。1998年(平成10年)に株式会社枚方近鉄百貨店が株式会社近鉄百貨店に吸収合併されたのち、2001年（平成13年）2月28日には株式会社京都近鉄百貨店が株式会社近鉄百貨店（旧）を逆さ合併する形で株式会社近鉄百貨店となる組織変更を行った。その8年後、2009年（平成21年）3月1日をもって当社も和歌山近鉄百貨店とともに、株式会社近鉄百貨店へ吸収合併（簡易合併方式）され、全3店舗は全て株式会社近鉄百貨店が運営する形に改められた。合併比率は1（近鉄百貨店）：138.7（中部近鉄）：2.7（和歌山近鉄）である。
そして、2013年（平成25年）2月28日に近鉄松下百貨店が閉店して以降、近鉄グループで百貨店を運営する企業は株式会社近鉄百貨店1社に統一された。以降は両口屋是清など四日市店の一部のテナントの店名にその名を残している。

### かつて運営していた店舗
四日市店以外に運営していたのは以下の2店舗である。中部地方には1999年まで岐阜市柳ヶ瀬にも岐阜近鉄百貨店と呼ばれる百貨店があったが、こちらは丸物および後身の京都近鉄百貨店（本社：京都市）が運営していた。

#### 草津店

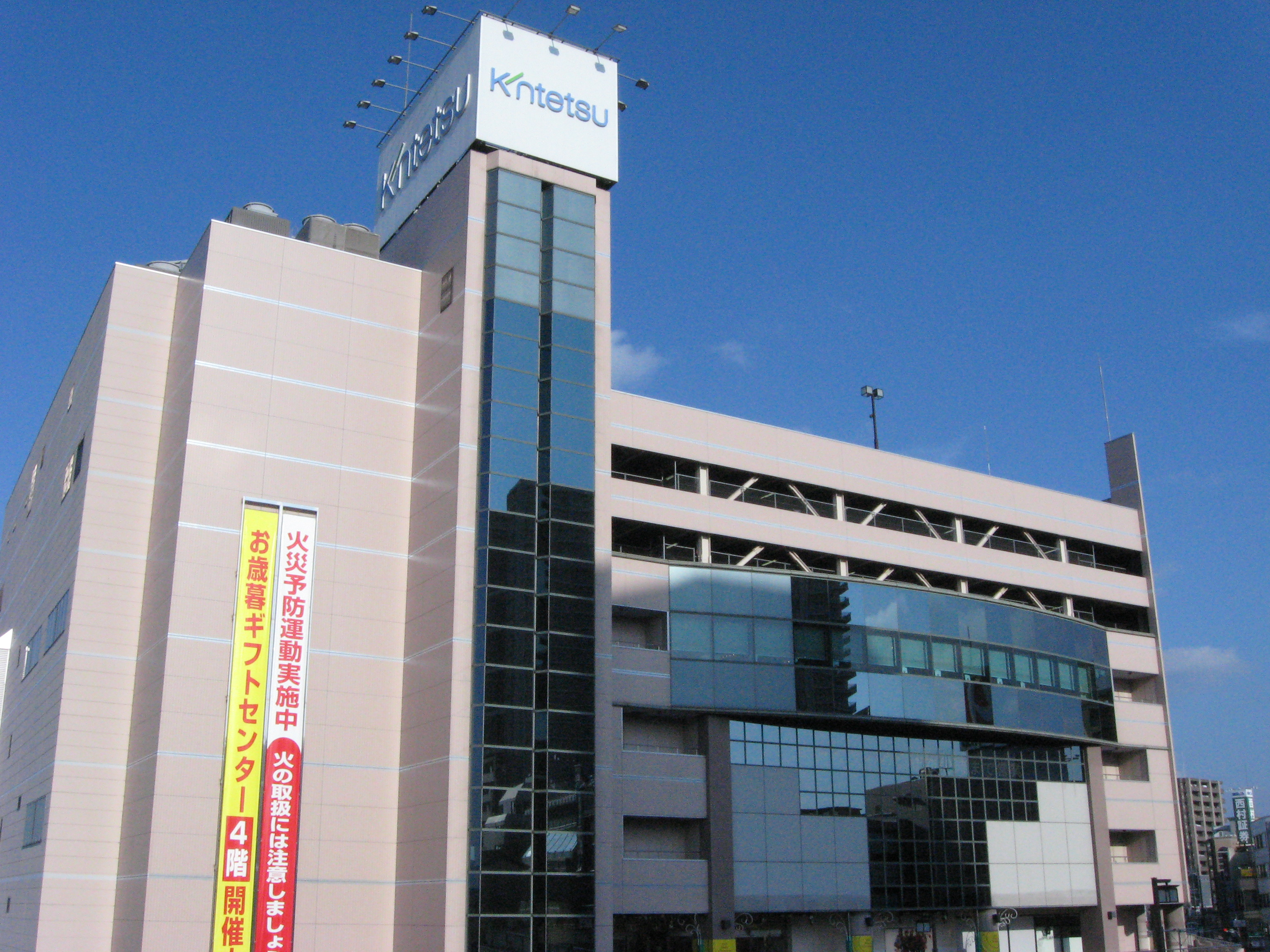
中部近鉄百貨店草津店

JR草津駅前に1997年（平成9年）9月開業。株式会社京都近鉄百貨店（旧・丸物）からの出資・人的支援を受けていたが、2001年に同社が近鉄百貨店と合併した時点では株式会社近鉄百貨店（新法人）の運営にはならなかった。中部近鉄百貨店による運営を経て、開業から11年半が経った2009年（平成21年）3月1日にようやく株式会社近鉄百貨店の直営店となった。同様に中部近鉄百貨店が運営していた四日市店に先駆け、全国初の百貨店・東急ハンズ協業ショップ「Plugs Market」が2020年3月にオープンしている。

#### 名古屋店
名古屋近鉄ビルに入居している。他店との差別化を図るため、百貨店が苦手としていた若者に特化した店をコンセプトとし、1989年（平成元年）に1階～6階までを改装して「ヤングメッセ近鉄」という名称を名乗るようになった。1998年(平成10年)からはさらにファッションに特化した店として「近鉄パッセ（Kintetsu Pass'e）」という別名を前面に打ち出している。この方針は近鉄百貨店の直営化以降も維持されている。

### 関連会社
- 近畿日本鉄道（現・近鉄グループホールディングス） - 親会社
- 近鉄百貨店
  - 丸物 - 近鉄百貨店の法人格および草津店のルーツ。かつての系列店として三重県の百貨店、津松菱などがある。
  - 京都近鉄百貨店 - 丸物の1977年から2001年までの社名。四日市近鉄百貨店が株主だった時期がある。
- 三交百貨店 - 2006年に最後まで残った松阪店を閉鎖した際、営業権の一部を近鉄百貨店が引き受け、一部の商品券を近鉄百貨店発行のものと見なして使用できるようにしていた。四日市店が中心となって閉店後のサポートを行っていたが、それ以前から三交百貨店自体も近鉄流通グループに属しており、三交友の会と中部近鉄友の会の連携も図られていた。